# Verbascum hervieri
Verbascum hervieri — вид квіткових рослин родини ранникові (Scrophulariaceae).

## Поширення
Ендемік Іспанії. Поширений в горах Сьєрра-де-Казорла, в муніципалітеті Гуардамар-дел-Сегура (досягає гір Сьєрра-де-Алькарас і Калар-дель-Мундо, в провінції Альбасете), та горах Сьєрра-де-Гіллімона (провінція Гранада). Росте у луках на висоті 400—1700 м над рівнем моря.

## Опис
Рослина виростає до 2–3 м заввишки (переважно, до 150 см). Цвіте у березні-квітні.